# MudRunner
MudRunner (Anciennement Spintires : Mudrunner ) est un jeu vidéo de simulation de tout-terrain développé par Saber Interactive et édité par Focus Home Interactive. Il est sorti le 31 octobre 2017 sur Microsoft Windows, PlayStation 4 et Xbox One, c'est un spin-off de Spintires exclusif sur Windows de 2014. qui a été développé par Oovee Game Studios. Il a ensuite été ajouté au Xbox Game Pass en décembre 2018. Semblable à Spintires, MudRunner permet au joueur de contrôler les véhicules tout-terrain lorsqu'ils traversent les lieux pour atteindre leurs objectifs. Le jeu est sorti au Japon sur Nintendo Switch le 18 juin 2020. Une suite de MudRunner est sortie le 28 avril 2020, intitulée SnowRunner.

## Système de jeu
MudRunner est un jeu vidéo de simulation de tout-terrain qui consiste à conduire sur les routes boueuses des vieux véhicules soviétiques et russe pour transporter des bûches jusqu'à leur destination sans épuiser inutilement les ressources (comme le carburant) ni endommager le véhicule. Il existe à la fois un mode coopératif solo et multijoueur qui utilise tous les deux les mêmes six cartes principales.

## Extension
Le jeu possède une extension, American Wilds, qui présente des véhicules américains. Il est également fourni avec le jeu de base et publié sur console en tant qu'édition ultime du jeu.

## Accueil
MudRunner a reçu une note de 77% sur l'agrégateur d'avis Metacritic.